# Allée couverte de la Tardivière
L'allée couverte de la Tardivière est un site mégalithique situé à Ernée, dans le département français de la Mayenne.

## Protection
L'allée couverte fait l’objet d’un classement au titre des monuments historiques depuis le 8 février 1961.

## Description
L'allée couverte est délimitée par vingt-et-un orthostates tous en granit sauf un en dolérite. L'ensemble mesure 8 m de longueur et 2 m de largeur. Il ne demeure qu'une seule table de couverture.
Des fouilles ont montré que cette allée contenait, entre autres matériels, de la céramique campaniforme, ce qui tendrait à prouver que le tombeau mégalithique a été utilisé jusqu'à l'extrême fin du Néolithique.